# Wheelmap.org
Wheelmap.orgとはドイツの非営利団体であるSozialhelden e.V.が開発したオンライン世界地図サイトで、車椅子が利用可能な場所を検索したりマーキングすることができる。誰でも地図にパブリックスペースを検索したり追加することができて、シンプルな交通信号形式のように評価することができる。オープンストリートマップをベースにした地図は2010年に社会起業家のラウル・クラウトハウゼンを中心とするチームが車椅子や車輪付き歩行器の使用者がより簡単に1日の計画を立てられるように製作した。また、車椅子の情報はベビーカーを使っている親にも役立っている。地図上には60万以上のパブリックスペースが掲載されていて、1日あたり約300箇所以上施設が追加されている。Wheelmapはウェブサイトとして、またiOS、Android、Windows Phoneのアプリとして利用できる。

## タギング
誰でもWheelmap上で車椅子のアクセシビリティに関してPoint of interest（バス停、飲食店、映画館、博物館、銀行、行政施設など）を付けることができる。場所の車椅子アクセシビリティを評価するためにシンプルな交通信号形式が採用されている:。
| Grün |                                                       | 車椅子利用可能       | * 入口: 段差無し                               |
| Grün | 緑:                                                   | 車椅子利用可能       | * 部屋: 全部屋段差なし                         |
| Grün | * トイレ (一般利用可能なトイレの場合): 障害者用トイレ | 車椅子利用可能       |                                                |
| .    |                                                       |                      |                                                |
| Gelb |                                                       | 車椅子利用に制限有り | * 入口: 段差が1つで最大7 cm/ 3 インチまで      |
| Gelb | 黄:                                                   | 車椅子利用に制限有り | * 部屋: ほとんどの部屋に段差なし               |
| Gelb | * トイレ (一般利用可能なトイレの場合): 問題なし       | 車椅子利用に制限有り |                                                |
| .    |                                                       |                      |                                                |
| Rot  |                                                       | 車椅子利用不可       | * 入口: 段差が1つで7 cm/ 3以上もしくは複数あり |
| Rot  | 赤:                                                   | 車椅子利用不可       | * 部屋: 利用不可                               |
| Rot  | * トイレ (一般利用可能なトイレの場合): 利用不可       | 車椅子利用不可       |                                                |

車椅子が利用可能かまだ評価されていない地点は灰色でマークされていて、誰でも早く簡単に登録不要でマーク付けすることができる。登録ユーザーは場所の車椅子アクセシビリティについて写真やコメントを追加することができる。
Wheelmap.orgは関連するアクセシビリティ情報に主眼を置いていて、それは医療機関やトイレなど車椅子専用の場所に留まらない。むしろ日常生活において車椅子の使用を余儀なくされている人のためにカフェ、クラブ、劇場といった日常よく行く場所や公共交通、行政施設、銀行を含む無くてはならないパブリックサービスを重視している。ウィキペディアと同様、ユーザーはこのツールを成長させるために情報を入力することができる。

## 受賞
- 2010 The INCA (Innovative and Creative Application) Award[4]
- 2011 Vodafone's Smart Accessibility Award[5]
- 2011 Werkstatt N - Award of the Council for Sustainable Development (Germany)[6]
- 2011 As one of the 365 Landmarks in the Land of Ideas (founded by the federal government and the BDI[7][8]
- 2012 World Summit Award (section mobile-inclusion & Empowerment)[9]
- 2013 Zedler（英語版）-Price for free knowledge (Wikimedia Germany)
- 2014 The first European Award for Social Entrepreneurship and Disability[10] (title Highly Commended by the Jury to Raul Krauthausen for the project Wheelmap.org)